# Trout Mask Replica
Trout Mask Replica is het derde en bekendste album van Captain Beefheart and His Magic Band, geproduceerd door Frank Zappa. De dubbel-LP is uitgebracht in 1969 en wordt als een van de invloedrijkste van de 20e eeuw beschouwd. John Peel zei ooit:
If there has been anything in the history of popular music which could be described as a work of art in a way that people who are involved in other areas of art would understand, then Trout Mask Replica is probably that work
Als er iets is geweest in de geschiedenis van popmuziek dat als een kunstwerk beschreven kan worden op een manier dat mensen die betrokken zijn in andere vormen van kunst het zouden kunnen begrijpen, dan zou Trout Mask Replica waarschijnlijk dat werk zijn.
Het schrijven van de teksten nam volgens Van Vliets zeggen in totaal 25 uur in beslag, het instuderen van de nummers een vol jaar. Achteraf is gebleken dat dit mystificatie was.

## Track listing
1. Frownland - 1:39
2. The Dust Blows Forward 'n the Dust Blows Back - 1:53
3. Dachau Blues - 2:21
4. Ella Guru - 2:23
5. Hair Pie: Bake 1 - 4:57
6. Moonlight on Vermont - 3:55
7. Pachuco Cadaver - 4:37
8. Bills Corpse - 1:47
9. Sweet Sweet Bulbs - 1:47
10. Neon Meate Dream of a Octafish - 2:25
11. China Pig - 3:56
12. My Human Gets Me Blues - 2:42
13. Dali's Car - 1:25
14. Hair Pie: Bake 2 - 2:23
15. Pena - 2:31
16. Well - 2:05
17. When Big Joan Sets Up - 5:19
18. Fallin' Ditch - 2:03
19. Sugar 'n Spikes - 2:29
20. Ant Man Bee - 3:55
21. Orange Claw Hammer - 3:35
22. Wild Life - 3:07
23. She's Too Much for My Mirror - 1:42
24. Hobo Chang Ba - 2:01
25. The Blimp (Mousetrapreplica) - 2:04
26. Steal Softly Thru Snow - 2:13
27. Old Fart at Play - 1:54
28. Veteran's Day Poppy - 4:30

## Muzikanten
- Don Van Vliet (Captain Beefheart) - zang, tenorsaxofoon, sopraansaxofoon, basklarinet, hoorn
- Bill Harkleroad (Zoot Horn Rollo) - gitaar, fluit
- Jeff Cotton (Antennae Jimmy Semens) - gitaar, zang
- Victor Hayden (The Mascara Snake) - basklarinet, zang
- Mark Boston (Rockette Morton) - basgitaar
- John French (Drumbo) - drums, percussie
- Doug Moon - gitaar
- Gary "Magic" Marker - basgitaar
- Frank Zappa - stem op "Pena" en "The Blimp"
- Roy Estrada - basgitaar
- Arthur Tripp III - drums, percussie
- Don Preston - piano
- Ian Underwood - tenor-, altsaxofoon
- Buzz Gardner - trompet